# Lucky 13 (magie)
Pour les articles homonymes, voir Lucky 13.
Lucky 13, en français « 13 porte chance », est un tour de magie présenté par David Copperfield, depuis « une décennie », au cours duquel il fait « disparaître 13 personnes, choisies au hasard dans la salle, et les [fait] réapparaître bien loin de là, à l'entrée du théâtre ».
Le 12 novembre 2013, au cours de l'un de ses spectacles présenté au MGM Grand Las Vegas, Gavin Cox, un spectateur sélectionné par le magicien se blesse. Il dépose plainte et l'oblige à révéler son secret, : « les 13 spectateurs empruntaient, derrière un rideau, un système de passages secrets les conduisant jusqu'à l'extérieur ».
Selon les avocats de l'illusionniste, le tour a déjà été réalisé avec plus de 55 000 participants différents.